# 港女 (潮語)
港女一詞原泛指香港的女性，語調中立，常用於報章標題，但於香港網絡用語上則作貶義用。近年網上討論區每當批評香港女性時，文章不時採用「港女」一詞。

## 讀音
「港女」的「女」字應讀作二聲，即「契女」、「舞女」的「女」（粵拼：neoi2）音，而非「女性」的「餒」（粵拼：neoi5），此為粵語變調的一個例子。

## 定義
港女是過份自我中心、拜金主義者，有公主病的香港女性。她們比較喜歡壞的男生，例如MK仔、古惑仔等；對照港女現象，於香港男性即稱港男。
港女認為如果别人不服從自己就錯，自己永遠對，全世界便須服從。
在一個網上論壇曾經發表「港女81宗罪」，及後作者葉一知在其著作《港女聖經》中，將該81宗罪歸納為12宗罪，分別為：
1. 過份貪
2. 把花費男人的錢財視為理所當然
3. 虛榮
4. 卖弄风骚
5. 自我中心
6. 嘴裡愛說男女平等，实际要女性處處備受優待
7. 好管閒事
8. 口舌生非
9. 幼稚、反智
10. 對愛情不認真
11. 沒有修養
12. 浪費

## 新詞意的起源
約2005年底開始，網上的不同維基網站出現「港女」詞新用法。共筆型網站香港網絡大典開始出現批評港女的文章，並把「港女」定義為貪錢及愛名牌的人，這字義逐漸在大眾傳媒採用。
由於港女傳統特點太易被確認，近年部分港女（特別是家庭環境一般的OL）進化至懂得假裝乖巧，從未拍拖，體弱多病，而又有很多朋友（或長輩）愛憐的模樣，去吸引戀愛經驗不多，而又富同情心的港男做兵，當中以三十多歲，卻未有對象的白領男性最易上當。　
無綫電視節目《星期日檔案》曾經以「港女」及「港男」作為主題探討。

## 流行文化
歌曲：
- 莫文蔚︰婦女新姿
- 楊千嬅︰斗零踭
- 謝安琪︰港女的幸福星期日
- 王灝兒︰輕熟女

電視劇：
- 香港TVB︰飛女正傳

訪問：
- 杜汶澤最鍾意香港女仔[永久]

## 外部連結
- 《港女殺她死》，原載《明報》，2006年8月13日
- 香港電台電視節目 香港故事 港男港女 （页面存档备份，存于）
- 「日日打機睇漫畫」 中產港女踩港男質素低[]